# St. Bartholomäus (Eberholzen)

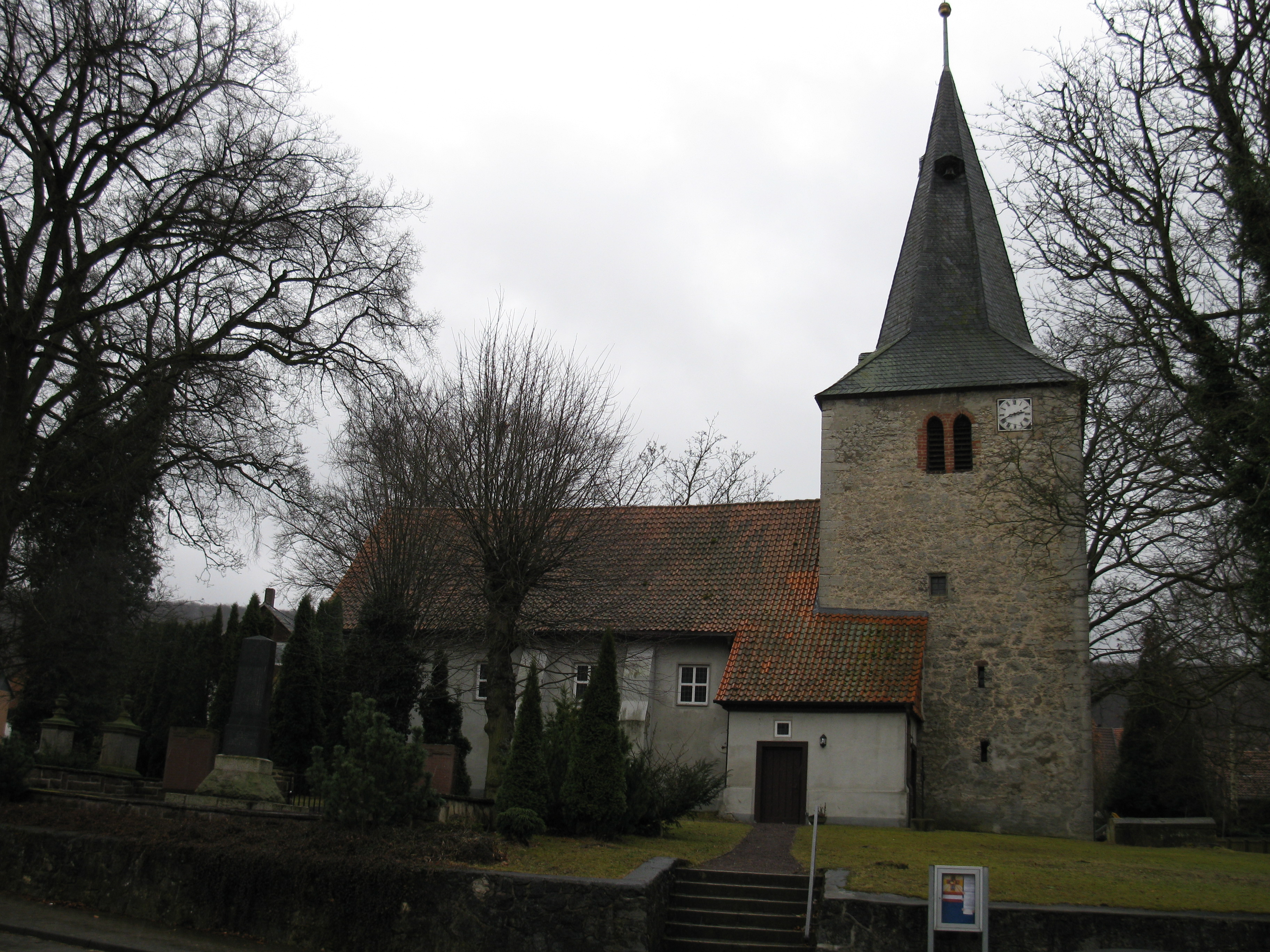
St. Bartholomäus

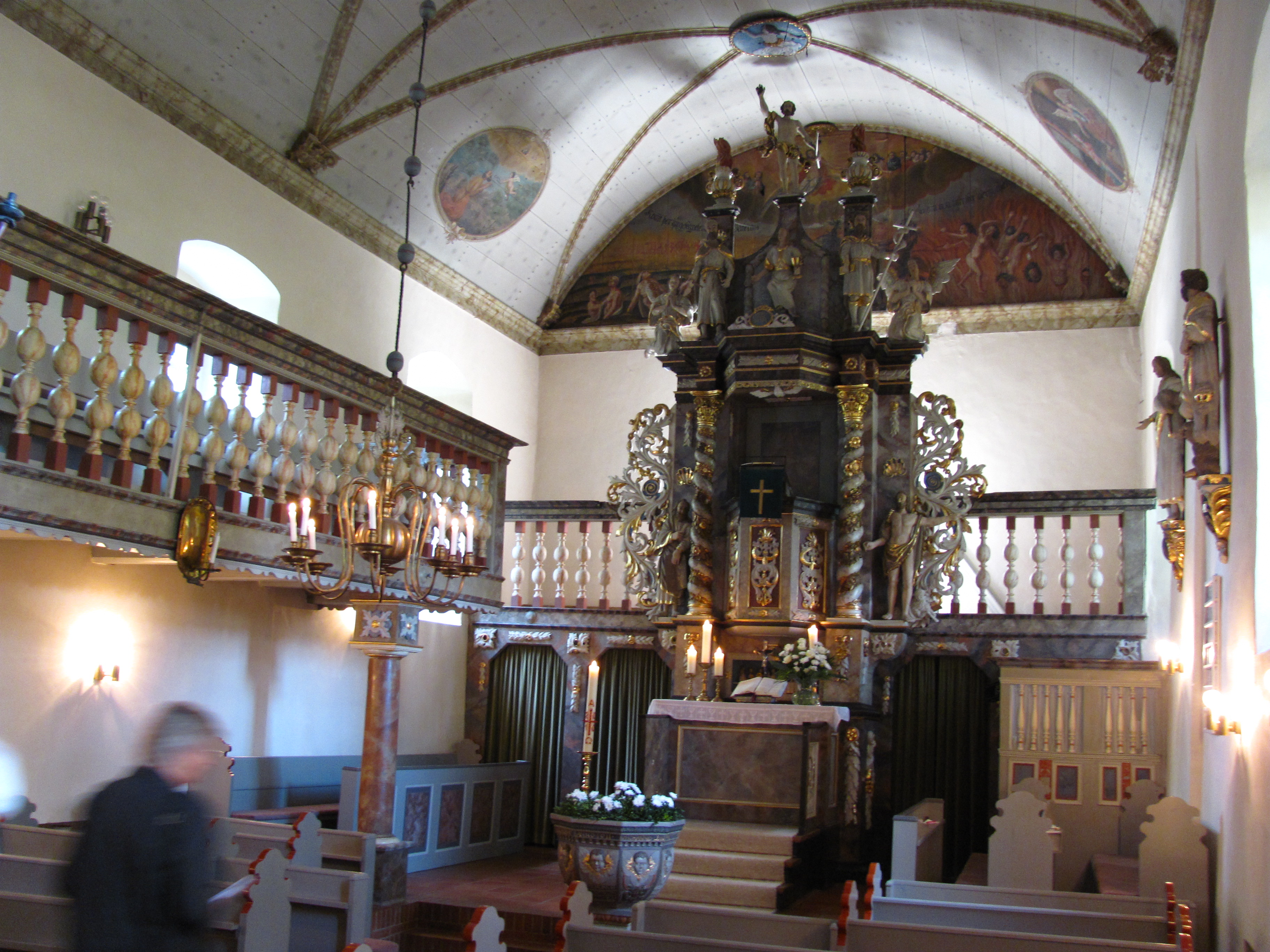
Innenansicht

Die evangelisch-lutherische, denkmalgeschützte Kirche St. Bartholomäus steht in Eberholzen, einem Ortsteil der Gemeinde Sibbesse im Landkreis Hildesheim von Niedersachsen. Die Kirchengemeinde gehört zusammen mit den Kirchengemeinden Brüggen und Rheden  zum Kirchenkreis Hildesheimer Land-Alfeld im Sprengel Hildesheim-Göttingen der Evangelisch-lutherischen Landeskirche Hannovers.

## Beschreibung
Der unverputzte, quadratische Kirchturm im Westen wurde im 12. Jahrhundert erbaut. Er wurde später mit einem achtseitigen, schiefergedeckten, spitzen Helm bedeckt. Die Saalkirche wurde 1729 aus verputzten Bruchsteinen errichtet. Der gerade geschlossene und nicht eingezogene Chor wurde nachträglich an das Kirchenschiff angefügt. An der Nordseite des Kirchenschiffes sind zwei bis zur Dachtraufe reichende Strebepfeiler und ein Anbau für das Vestibül. Die Fenster wurden im 18. Jahrhundert erneuert.
Der Innenraum ist mit einem hölzernen Tonnengewölbe überspannt. Nachträglich wurden ihm Gewölberippen und Gurtbögen untergelegt. Der Innenraum ist mit einer hölzernen Kassettendecke überspannt. Die Empore im Osten wurde 1717 eingefügt, die im Westen und Norden 1722/23. Mitte des 18. Jahrhunderts wurde die Kirche mit Deckenmalereien versehen. Im östlichen Bogenfeld ist das jüngste Gericht dargestellt, in sechs querovalen Medaillons sind Jesaja, die Verklärung des Herrn, die Engel bei Abraham, die Verkündigung, die Geburt Christi und der Traum Jakobs zu sehen. Der mit Akanthus verzierte Kanzelaltar wurde 1731 gebaut. Die Kanzel wird links von Moses und rechts von Johannes dem Täufer zwischen gedrehten Säulen flankiert. Unter der Kanzel befindet sich ein Relief mit der Darstellung des Abendmahls. Auf dem Gebälk sind Petrus und Paulus zu sehen. Das achteckige Taufbecken aus Sandstein stammt von 1611.
Eine Orgel war bereits Mitte des 18. Jahrhunderts vorhanden. 1796 erfolgte ein Neubau mit 14 Registern, einem Manual und einem Pedal, der 1813 instand gesetzt wurde. Nach einer schweren Beschädigung durch einen Blitzeinschlag wurde die Orgel von den Gebrüdern Euler instand gesetzt. 1840/50 und 1873 folgten weitere Umbauten und 1963 eine Erneuerung durch Emil Hammer Orgelbau. 1979/83 erfolgte eine Instandsetzung durch die Gebrüder Hillebrand.